# EGSY8p7
EGSY8p7 ( أو EGSY-2008532660) هي مجرة اكتشفت في عام 2015 ذات إنزياح أحمر يبلغ z = 8.68 ، وهذا القدر للانزياح الأحمر يعني مسافة بيننا وبينها قطعها الضوء في 2و13 مليار سنة حتى وصلنا إلى الأرض. ونحن عندما نشاهد تلك المجرة الآن فإننا نراها في هيئتها التي كانت عليها قبل نحو 2و13 مليار سنة أو 570 مليون سنة بعد حدوث الإنفجار العظيم. وتشير الأرصاد الفلكية إلى أن الانفجار العظيم ونشأة الكون كانت قبل نحو 7و13 مليار سنة. W. M. Keck Observatory.
في يوليو 2015 أعلن أن المجرة EGSY8p7 هي أقدم جرم سماوي سجل في قائمة أبعد الأجرام عنا وبالتالي أقدم الأجرام في الكون، وتعدت في ذلك المجرة إي جي أس-زد أس 8-1, صاحبة الرقم القياسي حتى ذلك الحين . وفي شهر مارس 2016 أعلن أحد الفلكيين الذين أكتشفوا EGSY8p7 - وهو الباحث الفلكي «بسكال أويش» ، أعلن اكتشافه المجرة جي إن-زد11 وهي أكثر بعدا عنا وبالتالي أكثر قدما من EGSY8p7.

## اكتشافها

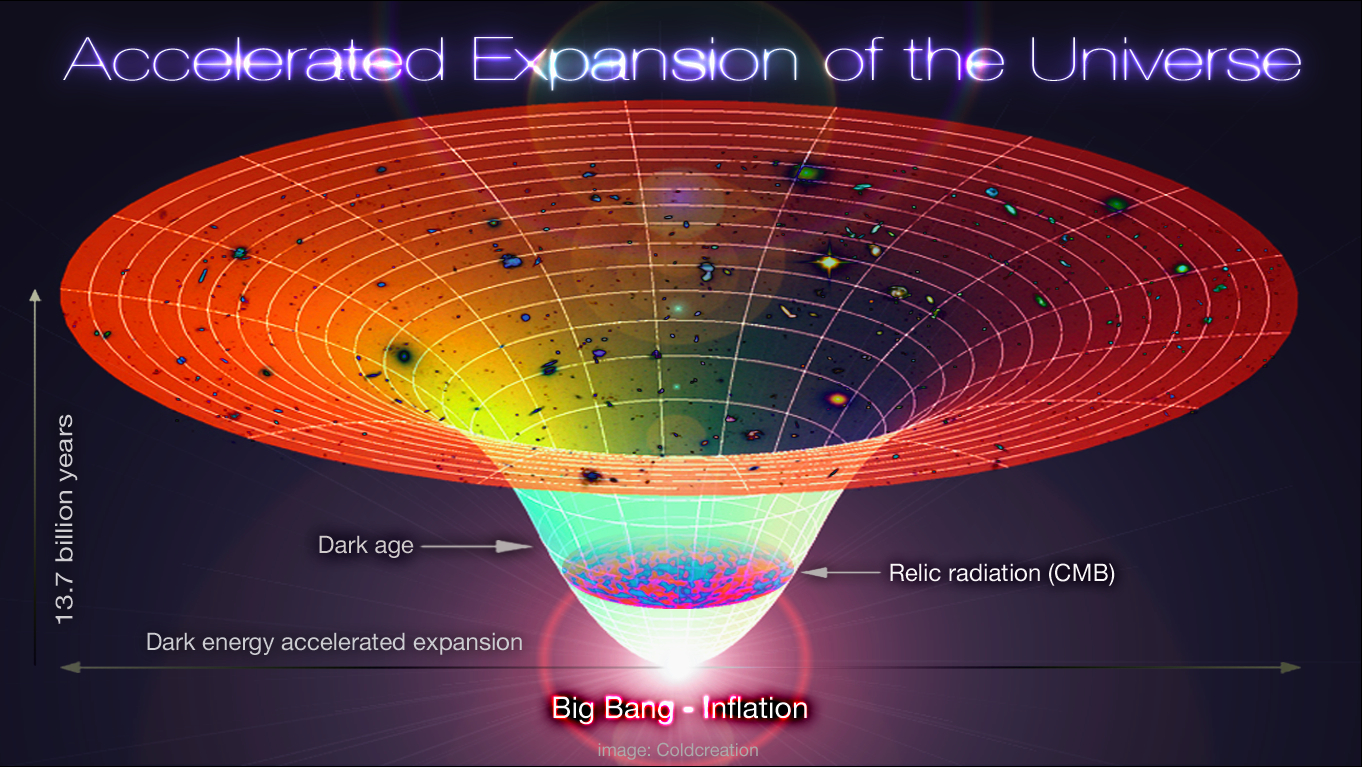
نموذج Lambda-CDM لنشأة الكون وزيادة حجمه وتطوره حتى الآن. يبدأ محور الزمن في الشكل من الإنفجار العظيم/ و التضخم الكوني السريع قبل 7و13 مليار سنة.

يبدو ان الضوء الذي أصدرته المجرة EGSY8p7 قد ضخم مرتين بفعل عدسات جاذبية أثناء قدومه إلى الأرض، مما جعل مشاهدته ممكنة ؛ حيث ليس من السهل اكتشافه من دون تضخيم للضوء. وقد تم تعيين المسافة إلى الأرض عن طريق قياس الإنزياح الأحمر الحادث في خط الطيف الإصداري خط لايمان-ألفا . وتعتبر المجرة EGSY8p7
هي أكثر الأجرام السماوية بعدا عنا التي اكتشفت عن طريق قياس خطوط انبعاث لايمان-ألفا الذي تصدره ذرات الهيدروجين . وكانت المسافة العظيمة التي تم تعيينها مفاجئة للعلماء، إذ أن ذرات الهيدروجين المتعادل المنتشرة في سحب في الكون بيننا وبين المجرة EGSY8p7 تمتص الضوء القادم إلينا وتضعفه بشدة، وذلك طبقا لتقديرات النموذج الأساسي للكون.
وقد يكمن تفسير ذلك بأن تكون فترة عودة التأين التي تمت بعد الانفجار العظيم بوقت قصير وقت نشأة الكون بأنها قد تمت بطريقة عشوائية نحوا ما، بمعنى أنها كانت أكثر كثافة في مناطق عن مناطق أخرى بحيث سمحت لضوء خط لايمان-ألفا للوصول إلينا، فلم تعترضه سحب هيدروجين في الطريق تمتصه .

## اقرأ أيضاً
- مجرة MACS0647-JD
- قائمة أبعد أجرام الكون عنا
- جي إن-زد11
- مجرة UDFj-39546284
- انزياح أحمر
- عودة التأين
- الإنفجار العظيم
- سيرس-93316